# Reaction Engines A2
L'A2 è la designazione temporanea attribuita al progetto di un aereo di linea a regime ipersonico commissionato dall'Agenzia Spaziale Europea nell'ambito del progetto LAPCAT e realizzato dall'azienda britannica Reaction Engines Limited.

## Storia

### Sviluppo
L'A2 è stato concepito per decollare dall'aeroporto di Bruxelles per poi volare sull'Atlantico settentrionale e raggiungere l'Australia dopo aver sorvolato il Polo Nord in 4 ore 40 minuti. Si stima inoltre che il prezzo del biglietto equivarrà ad un prezzo di un normale biglietto in prima classe. Unico neo, niente finestrini. Problemi di pressione esterna ed elevate temperature, provocati dalla velocità che l'aereo dovrà raggiungere, non lo permettono. Per non dare ai passeggeri l'idea di essere 'intrappolati', però, i progettisti hanno pensato di sostituire i finestrini con dei visori a cristalli liquidi in grado di trasmettere le immagini dell'ambiente esterno.
La sua velocità di crociera prevista è di Mach 5, equivalente a circa 6000 km/h (più del doppio della velocità di un Concorde).